# Battaglia di Pelagonia
La battaglia di Pelagonia, anche menzionata con il nome di battaglia di Kastoria ebbe luogo nel settembre del 1259, vedendo contrapposti l'Impero di Nicea, il Despotato d'Epiro, il Regno di Sicilia e il Principato d'Acaia. Fu un evento di grande importanza nella storia medievale dei Balcani, dal quale sarebbero scaturite la riconquista di Costantinopoli da parte dei Greci e la fine dell'Impero Latino nel 1261. Esso segnò inoltre l'inizio dell'espansione dell'Impero di Nicea nella Grecia, gettando le basi della formazione del Despotato di Morea.
L'esatta collocazione geografica della località in cui avvenne lo scontro resta incerta. La battaglia viene chiamata in diverse fonti con il nome di battaglia di Kastoria, dal nome della regione nella Macedonia occidentale. In tale area infatti secondo le fonti bizantine (ad esempio Giorgio Pachimere, Giorgio Acropolita e Niceforo Gregora) si ebbero i primi scontri, in una località chiamata Βορίλα λόγγος (Borila Longos). Tuttavia considerando che le operazioni militari si estesero includendo l'assedio di Prilep, il termine battaglia di Pelagonia è ritenuto più appropriato.

## Antefatti
L'Imperatore bizantino Teodoro II Lascaris morì nel 1258, lasciando come erede al trono il  giovane figlio Giovanni IV Lascaris, sotto la reggenza di Michele VIII Paleologo. Il nuovo sovrano si pose quale obiettivo la riconquista della Grecia, della Tracia, e della capitale Costantinopoli, territori che i crociati della quarta crociata avevano strappato all'Impero bizantino. La crescente ambizione dell'Impero di Nicea determinò la formazione di un sistema di alleanze in chiave anti-bizantina, formalizzata dal matrimonio, avvenuto nel 1259, di Guglielmo II di Villehardouin con Anna Comnena Ducaina (anche conosciuta come Agnese), figlia di Michele II d'Epiro. Tale evento sancì l'alleanza tra Despotato d'Epiro e il Principato d'Acaia, contro l'Impero di Nicea (o bizantino). L'alleanza includeva anche Manfredi di Sicilia, il quale schierò a supporto di Guglielmo 400 cavalieri siciliani.
Nell'autunno del 1258 l'armata di Nicea, sotto il comando di Giovanni Paleologo (fratello di Michele VIII Paleologo e Sebastocratore), Teodoro Ducas (generale bizantino e fratello del despota d'Epiro Michele II Ducas), e Alessio Strategopulo (generale e Gran domestico del Basileus Michele VIII) passò in Europa, trascorrendo l'inverno in Macedonia, dove venne rinforzata da reclute locali. In primavera passò all'offensiva, avanzando rapidamente lungo la via Egnatia, catturando Ocrida e Devol. Michele II dell'Epiro, accampato a Kastoria, venne colto di sorpresa dall'avanzata e quando i Niceni attraversarono il passo di Vodena per affrontarlo si ritirò precipitosamente attraversando il Pindo, fermandosi tra Avlona (l'odierna Valona) e Bellegrada (l'odierna Berat), occupate dal suo alleato Manfredi. Nella ritirata attraverso l'aspro terreno montuoso gli Epiroti persero molti uomini. Gli Epiroti avevano a questo punto perso vaste porzioni del loro territorio, ma vennero in loro aiuto gli alleati Latini. Manfredi, distratto dai suoi conflitti con i Guelfi nell'Italia centrale, non prese parte personalmente alle operazioni, sebbene la sua presenza venga erroneamente menzionata da Niceforo Gregora e Matteo Spinelli. Egli inviò nondimeno un contingente di 400 cavalieri tedeschi ben equipaggiati, il quale sbarcò ad Avlona per unirsi alle forze di Michele d'Epiro. Guglielmo II di Villehardouin invece si pose personalmente alla testa delle sue forze. Le versioni greca e francese della Cronaca della Morea menzionano la presenza di contingenti dall'Acaia, dal Ducato di Atene, dalla Triarchia del Negroponte e dal Ducato dell'Arcipelago sotto il comando di Guglielmo, suggerendo una leva feudale generale da parte degli Stati Franchi dell'Ellade vassalli del Principe d'Acaia. Numerosi nobili della Grecia Latina presero parte alla spedizione. L'esercito dell'Acaia attraversò il golfo di Corinto a Nafpaktos e marciò fino alla capitale epirota Arta. Successivamente attraversò il Pindo e si congiunse alle forze degli altri Stati Franchi a Thalassionon (probabilmente  Elassona nella Tessaglia settentrionale). Michele dell'Epiro era accompagnato dal figlio maggiore Niceforo e dal figlio illegittimo Giovanni I Ducas, signore della Tessaglia, il quale disponeva di un numeroso contingente di Valacchi. La Cronaca di Morea fornisce una stima di 8000 unità armate pesantemente e 12000 unità leggere per l'esercito di Guglielmo; per l'esercito epirota menziona rispettivamente 8000 e 18000 unità. Tali numeri sono tuttavia certamente esagerati.
Dal lato niceno, l'esercito comprendeva non solo contingenti greci dall'Asia, dalla Macedonia e dalla Tracia, ma anche un numero significativo di mercenari; secondo la Cronaca vi erano 300 Tedeschi, 1500 Ungheresi, 600 Serbi, alcune centinaia di Bulgari nonché 1500 Turchi e 2000 Cumani. La consistenza numerica dell'esercito niceno non viene menzionata esplicitamente nelle fonti; nella Cronaca si fa riferimento a 27 reggimenti (allagia). Secondo lo storico Deno John Geanakoplos si ricava in generale dalle fonti l'impressione che le forze latine superassero in maniera significativa quelle greche.

## La battaglia

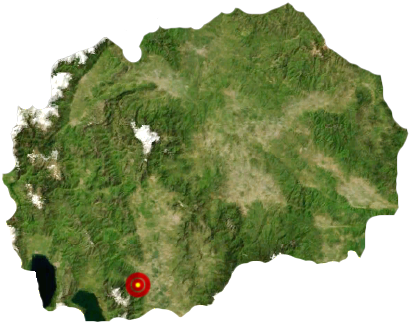
La città di Bitola nell'attuale Macedonia, dove fu combattuta la battaglia di Pelagonia.

I due eserciti erano schierati davanti a Pelagonia: per buona sorte dei bizantini l'esercito nemico di fatto si autodistrusse in virtù della diffidenza esistente tra i due alleati più importanti: il Principato d'Acaia e il Despotato d'Epiro.
Il Despota Michele II e il figlio Giovanni Ducas pensavano (sbagliando) che, appena si fossero scontrati coi bizantini, i latini sarebbero fuggiti in modo che l'esercito del despotato potesse essere massacrato. Inoltre lo storico bizantino Giorgio Pachymeres, ci racconta che Giovanni il Bastardo, figlio di Michele Ducas, passò dalla parte dei bizantini, perché Guglielmo II di Villehardouin lo svillaneggiava ricordandogli come fosse nato da una relazione extraconiugale, in più la sera prima Giovanni aveva convinto molti soldati a disertare, a causa del suo litigio con Guglielmo. Oltretutto durante la battaglia, i tedeschi al comando del duca di Carinzia tradirono la lega, e attaccarono i loro stessi compagni creando scompiglio nell'esercito della lega anti–bizantina. 
Quando iniziò la battaglia Giovanni Paleologo e Alessio Strategopulo si ritrovarono a combattere solamente contro la cavalleria di Manfredi di Sicilia e di Villehardouin, la cavalleria fu subito massacrata dagli arcieri cumani e ungheresi dello schieramento bizantino, che uccisero in pratica tutti i cavalli, lasciando appiedati i cavalieri, che furono facile preda dalla fanteria bizantina. L'esercito della lega anti – bizantina era in fuga, tutti i suoi componenti stavano scappando, nessuno più resisteva, per i bizantini fu un compito facile inseguire e massacrare i resti della armata nemica.
In breve Manfredi si arrese, mente Villehardouin fuggì, verso un pagliaio nei pressi di Kastoria, ma fu ritrovato da Teodoro Ducas, da cui fu riconosciuto per via dei suoi denti sporgenti, quindi catturato e portato al cospetto di Giovanni Paleologo.
Villehardouin fu liberato solo quando riconobbe Michele VIII come suo signore assoluto, e dopo aver ceduto all'Impero di Nicea Mistra e Monemvasia: l'accordo non fu riconosciuto dal Papa, ma per i bizantini questo non aveva alcuna importanza.

## Conseguenze
Dopo questa grande vittoria l'esercito bizantino si divise in due parti: Giovanni Paleologo andò alla conquista della Tessaglia, di cui subito assediò Tebe, mentre Alessio Strategopulo marciò verso il Despotato d'Epiro per espugnarne la capitale, Arta.
Il Principato d'Achea che fin in quel momento era stato il regno crociato più potente venne ridotto a essere un piccolo vassallo e con un'espansione territoriale più che dimezzata che cadrà nel 1456 per mano ottomana; potenza regionale dominante diverrà il confinante Ducato d'Atene. I bizantini stavano vincendo su tutti i fronti, la strada verso Costantinopoli era spianata, ora non rimaneva che conquistarla.
Ci sono delle incongruenze nella Cronaca della Morea, dove viene menzionata la presenza di un  Duca di Carinzia nella battaglia. All'epoca dei fatti il duca era Ulrico III di Carinzia, ma questi governò per diversi anni dopo il 1259 e quasi certamente non partecipò ai fatti narrati. È possibile quindi supporre che tale aggiunta sia del tutto spuria e sia stata fatta dallo scrittore della Cronaca per abbellire la narrazione di tali eventi.